# Mary Lambert
Mary Lambert (Helena, 13 de outubro de 1951) é uma diretora de cinema norte-americana. Ela dirigiu muitos videoclipes, episódios de televisão e longas-metragens, principalmente do gênero terror.

## Principais filmes
- Siesta (1987)
- Pet Sematary (1989)
- Grand Isle (1991)
- Pet Sematary II (1992)
- Clubland (1999)
- The In Crowd (2000)
- Strange Frequency (2001)
- Halloweentown II: Kalabar's Revenge (2001)
- Urban Legends: Bloody Mary (2005)
- 14 Women (2007)

## Prêmios
- 1990 - Audience Award no Avoriaz Fantastic Film Festival  (Pet Sematary)